# Kiel
Kiel je glavno in najbolj naseljeno mesto severne nemške države Schleswig-Holstein s skoraj 300.000 prebivalci in  univerzo, ustanovljeno leta 1665. 
Kiel je 90 km severno od Hamburga. Zaradi lege na severu Nemčije, jugovzhodno od polotoka Jutlandija in na obali Baltskega morja, je mesto pomembno nemško pomorsko središče in trgovsko pristanišče. Zaradi obmorske lege je mesto znano tudi po različnim mednarodnih jadralnih tekmovanjih, med njimi pa je najbolj znan vsakoletni Kielski teden, ki je največje jadralsko tekmovanje na svetu. V Kielu pa je bilo tudi prizorišče za jadranje v času poletnih olimipijskih iger v letih 1936 in 1972.
V Kielu ima sedež baltiška flota nemške vojske, oceanografski inštitut in visokotehnološki ladjedelniški center. Kiel je tudi pomembno prometno stikališče, saj se nahaja ob Kielskem fjord (Kieler Förde) in ob najprometnejši umetni plovni poti - Kielskem kanalu (Nord-Ostsee-Kanal). Zaradi vseh teh lastnosti iz Kiela pluje veliko število trajektov na Švedsko in Norveško, priljubljen pa je tudi kot pristanišče za potniške ladje za križarjenja.
Leta 2005 je bil BDP na prebivalca 35.618 €, kar je nad nemškim državnim povprečjem in 159 % povprečja Evropske unije.
Mesto je znano tudi po rokometnem klubu THW Kiel.